# Marie Key
Marie Key (* 7. Oktober 1979 in Kopenhagen als Marie Key Kristiansen) ist eine dänische Pop-Sängerin und Songwriterin.

## Leben
Marie Key wuchs in Kartoffelrækkerne auf, einem Viertel von Kopenhagen. Sie ist das einzige Kind ihrer Eltern, die als Landvermesser arbeiteten. Sie besuchte die Øster Farimagsgade Skole und das Rysensteen Gymnasium. Danach begann sie zu studieren, mit Schwerpunkt auf Musikwissenschaften und Politik.
Während des Studiums freundete sie sich mit anderen Musikinteressierten an und gründete die Marie Key Band. Zu der Folk-Pop-Gruppe gehörten außerdem Jakob Thorkild, Mads Andersen und Marie Louise Von Bülow. Nachdem sie 2005 erfolgreich bei dem Wettbewerb KarriereKanonen aufgetreten waren, unterschrieben sie einen Vertrag bei dem dänischen Label Genlyd, einem Tochterunternehmen von Sony Music Entertainment. Im Jahr darauf erschien das erste Album der Marie Key Band, Udtales ['kæj]. Es wurde von Henrik Balling produziert. Das Album verkaufte sich ca. 16.000 mal und der Song Mormor wurde ein Hit. Nach dem zweiten Album Hver Sin Vej (2008), das an den Erfolg nicht anknüpfen konnte, löste sich die Band wieder auf. Zu dieser Zeit erlebte Marie Key auch eine persönliche Krise, da ihr Vater verstorben war.
Später begann Marie Key wieder, Songs zu schreiben. Über ihr Label lernte sie Andreas Maskinen Sommer kennen, der ihr Produzent wurde. 2011 debütierte sie als Solokünstlerin mit dem Album I Byen Igen, das sich in den dänischen Charts platzieren konnte. Auch die ausgekoppelte Single Se nu herhen gelangte kurzzeitig in die Charts (Platz 16). Es handelte sich um das erste an ein Mädchen gerichtete Liebeslied, das Marie Key veröffentlichte.
2012 erschien Marie Keys zweites Soloalbum, das in Dänemark ein großer Erfolg war. Das Album hielt sich 102 Wochen in den dänischen Charts, davon acht Wochen auf Platz 1. Mit über 60.000 verkauften Tonträgern erreichte es Dreifach-Platin. Bei den Danish Music Awards 2013 wurde Marie Key mit sechs Preisen ausgezeichnet, unter anderem bestes Album (De her dage), bester Song (Uden forsvar) und beste weibliche Künstlerin.
Nachdem die dänische Rockband Nephew 2012 ihr fünftes Studioalbum Hjertestarter herausgebracht hatte, wandte sich Frontsänger Simon Kvamm mit der Bitte um Zusammenarbeit an Marie Key. Im Duett sangen sie eine neue Version des auf dem Album enthaltenen Songs Gå Med Dig ein. Das Lied handelt von dem zwiespältigen Gefühl, den Partner fürs Leben gefunden zu haben, aber ihn gleichzeitig wegstoßen und frei sein zu wollen. Es wurde am 4. März 2013 als Single veröffentlicht und erreichte Platz 1 der dänischen Charts.
Am 2. Februar 2015 veröffentlichte Marie Key bei Genlyd bzw. Sony Music ihr drittes Soloalbum Tænker Du Vi Danser, dem am 29. Dezember 2014 die Single Fatter det nu vorausgegangen war. Auch dieses Album wurde in Dänemark ein Nummer-eins-Hit.

## Diskografie

### Alben
- 2011: I byen igen, Genlyd/Sony Music Entertainment
- 2012: De her dage, Genlyd/Sony Music Entertainment
- 2015: Tænker du vi danser, Genlyd/Sony Music Entertainment
- 2018: Giganter, Genlyd/Sony Music Entertainment
- 2022: Lys finale

### Singles
- 2011: Se nu herhen
- 2012: Uopnåelig (DK: ×2Doppelplatin (Streaming) )
- 2012: Langt ude
- 2013: Uden forsvar (DK: ×3Dreifachplatin (Streaming) )
- 2013: Landet (DK: Platin (Streaming))
- 2015: Fatter det nu

## Lieder (mit Auszeichnungen)
- 2013: Let som en fjer (DK: Gold (Streaming))
- 2013: Ryg mod ryg (DK: Gold (Streaming))
- 2014: Et aftalt spil (DK: Gold (Streaming))
- 2014: Skagen (DK: Gold (Streaming))
- 2016: Festens Bedste Gæst (DK: Gold (Streaming))

Gastbeiträge
- 2013 Gå med dig (Nephew feat. Marie Key) (DK: Platin (Streaming))

## Belege
1. 1 2  Marie Key bei danishcharts.com
2. ↑  Auszeichnungen für Musikverkäufe: DK
3. 1 2 3  Pernille Jensen: Marie Key forener ro, kaos og succes. In: politiken.dk. 20. April 2013, abgerufen am 12. April 2015 (dänisch).
4. ↑  De Her Dage bei danishcharts.com
5. ↑  Ergebnisse der Danish Music Awards 2013 bei IFPI
6. ↑  Artikel in GAFFA (dänisch)
7. ↑  Ankündigung von Tænker Du Vi Danser bei Sony Music Dänemark (Memento vom 4. März 2016 im Internet Archive)